# Olabeaga

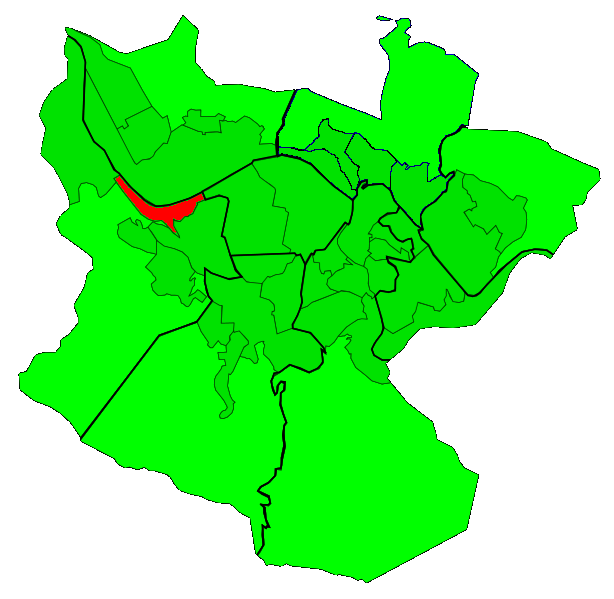
Ubicació d'Olabeaga

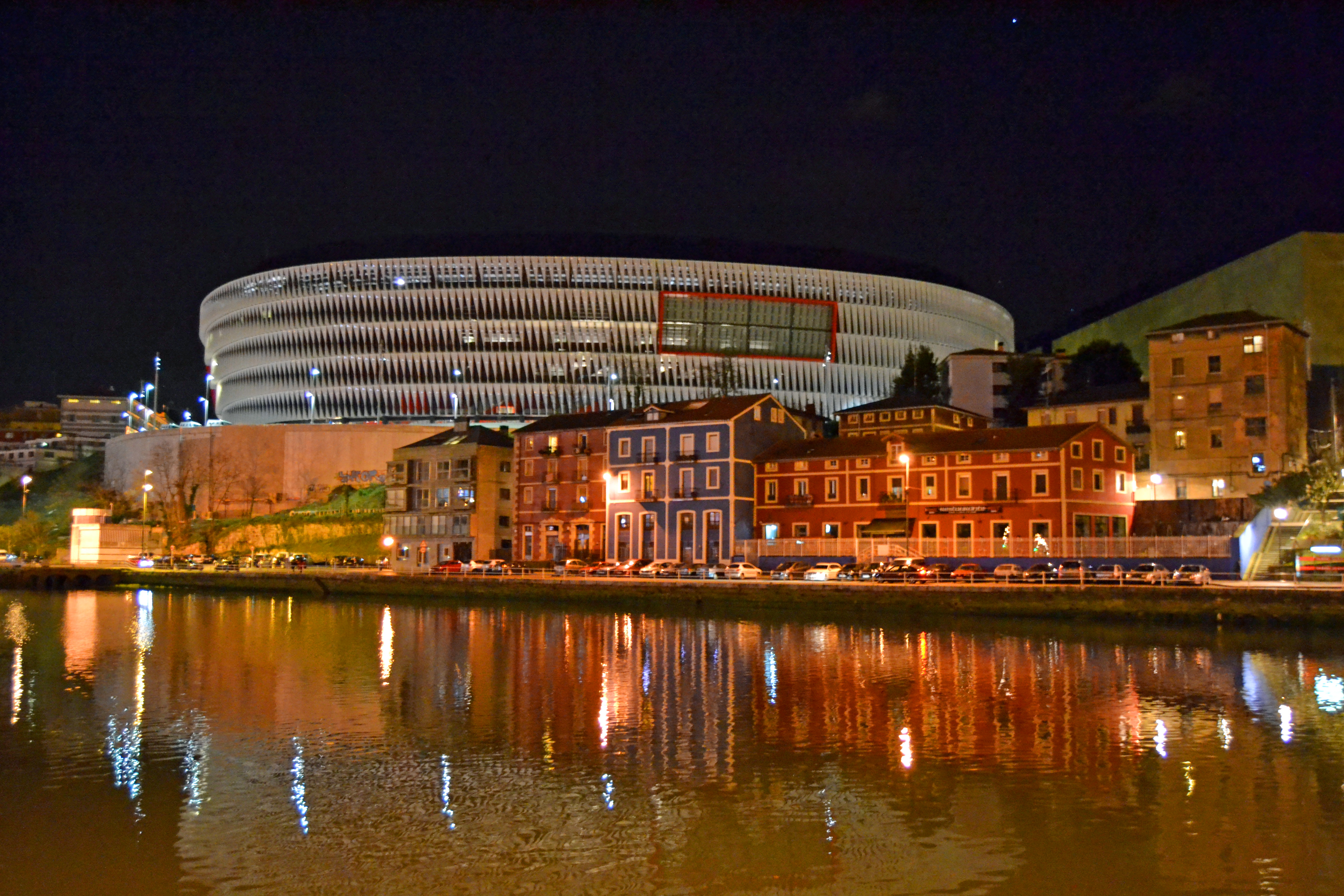
San Mamés, a Basurtu-Zorrotza

Olabeaga és un barri del districte bilbaí de Basurtu-Zorrotza. Té una superfície de 0,25 quilòmetres quadrats i una població de 1.093 habitants (2006). Limita al nord amb el Zorrotzaurre i el canal de Deusto, que el separen de Deustuko Doneperiaga, a l'oest amb Indautxu a l'est amb Altamira i Muntanya Kobeta, i al sud amb Basurtu.
Al seu territori hi ha una estació de Renfe Rodalies Bilbao, l'estació d'Olabeaga.